# کیت الیسون
کیت موریس الیسون (به انگلیسی: Keith Maurice Ellison) (زاده ۱۹۶۳ ایالت میشیگان)، سیاستمدار آمریکایی و دادستان کل مینه سوتا و قایم مقام رئیس کمیته ملی دمکرات است. او از سال ۲۰۰۷ تا ۲۰۱۹ نماینده مجلس نمایندگان ایالات متحده از حوزه انتخابیه پنجم مینه‌سوتا بوده‌است. او نخستین مسلمانی است که توانسته در آمریکا به یک منصب ایالتی انتخاب شود. الیسون نخستین مسلمانی است که به کنگره ایالات متحده انتخاب شده‌است.

## زندگی‌نامه

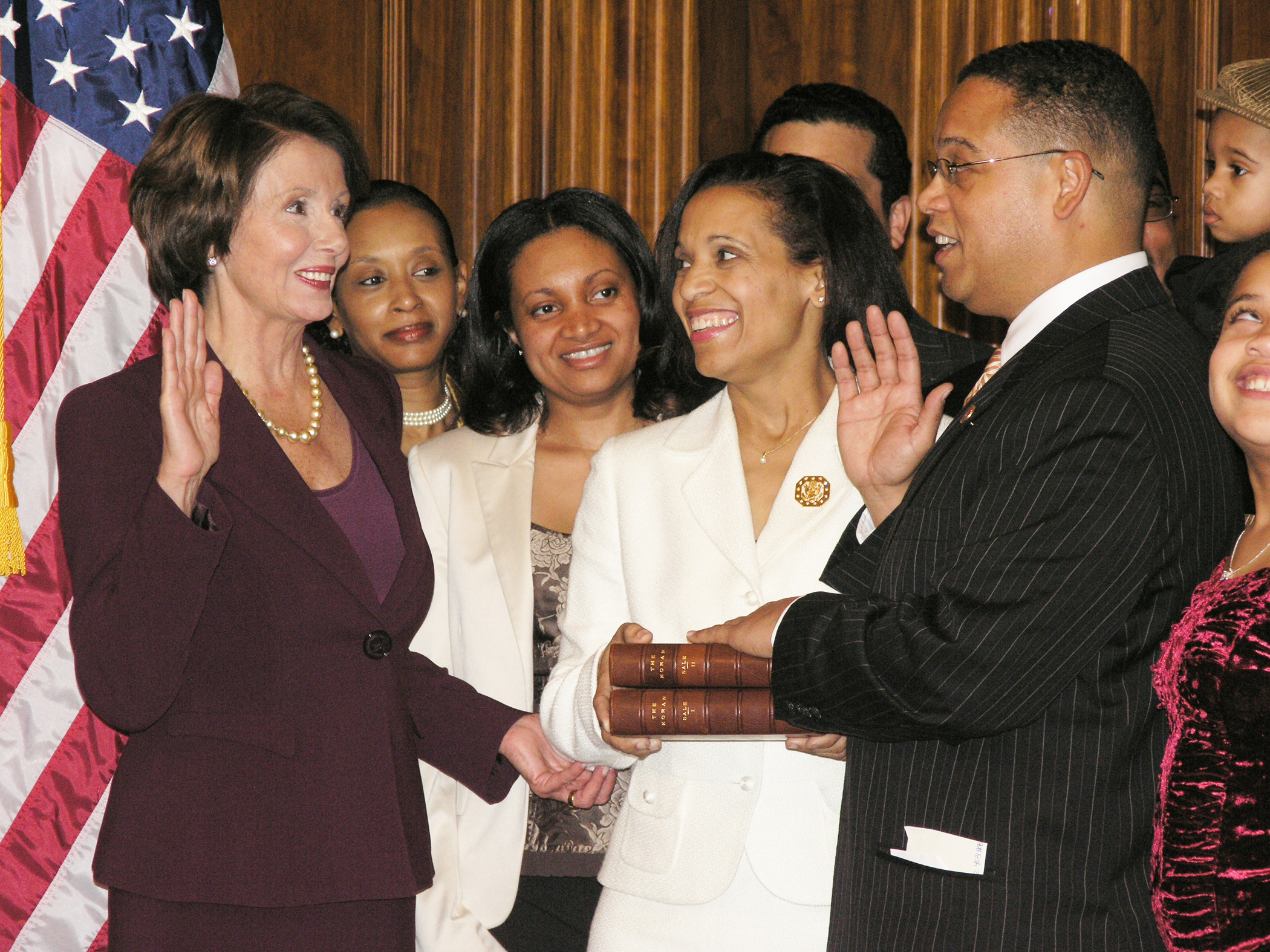
الیسون (راست) در حال قسم خوردن به قرآن کریم. بر طبق سنت، نمایندگان تازه به مجلس راه یافته در روز اول کار خود قسم یاد می‌کنند. دو جلد قرآن کریمی که در عکس مشاهده می‌شود متعلق به کتابخانه شخصی توماس جفرسون می‌باشد. نانسی پلوسی در سمت چپ دیده می‌شود.

نماینده ایالت مینه‌سوتا در مجلس نمایندگان ایالات متحده آمریکا است. وی اولین نماینده مسلمان در چنین مقامی می‌باشد.
الیسون دارای دکترای حقوق از دانشگاه مینه‌سوتا است.

## قسم خوردن
وی هنگام قسم خوردن، از قسم یاد کردن با انجیل (که سنت معمول نمایندگان است) سرباز زد، که این کار باعث ایجاد سروصدای زیادی در آمریکا شد. لیکن مسئله هنگامی فیصله یافت که قرار بر آن شد که از دو جلد قرآن کریم متعلق به شخص توماس جفرسون برای مراسم قسم خوردن استفاده گردد.

## لایحه حمایت از مردم ایران
در سال ۲۰۰۹، کیث الیسون و ویلیام دلاهانت (نماینده ماساچوست) لایحه ۴۳۰۳ تحت عنوان «قانون همراه با مردم ایران بایستیم» (Stand with the Iranian People Act) را به مجلس نمایندگان آمریکا تقدیم کردند. در این لایحه: تحریم دولتمردان ایران، تحریم شرکت‌هایی که تجهیزات و وسایل سانسور به ایران می‌فروشند، و ارائه خدمات مردمی به مردم ایران (از جمله کاهش مدت درخواست و پاسخگیری پناهندگی) ذکر شد.